# Трецано сул Навильо
Треца̀но сул Навѝльо (на италиански: Trezzano sul Naviglio, на западноломбардски: Tresàn sül Navilij, Трезан сюл Навилий) е град и община в Северна Италия, провинция Милано, регион Ломбардия. Разположен е на 116 m надморска височина. Населението на общината е 19 350 души (към 2010 г.).